# (73737) 1993 RH4
(73737) 1993 RH4 – planetoida z pasa głównego asteroid okrążająca Słońce w ciągu 4,38 lat w średniej odległości 2,67 j.a. Odkryta 15 września 1993 roku.